# クロモン
クロモン(Chromone)は、ベンゾピランの誘導体で、ピラン環にケト基が置換している。クマリンの異性体である。
クロモンの誘導体は、総称してクロモン類として知られる。全てではないがほとんどのクロモン類化合物は、フェニルプロパノイドでもある。

## 例
- 6,7-ジメトキシ-2,3-ジヒドロクロモン - キョウチクトウ科の Sarcolobus globosus から単離。
- ユークリフィン - クロモンラムノシド。クノニア科エウクリフィア属（英語版）のウルモ（Eucryphia cordifolia）の幹から単離[1]。

- クロモリン - 抗原攻撃やストレスによる症状を阻害[2]、クロモグリク酸はアレルギー性鼻炎、気管支喘息、アレルギー性結膜炎において肥満細胞安定剤として用いられる。
- ネドクロミル - ナトリウム塩はクロモリンより長い半減期を持つが、米国では2008年に製造が中止された。